# Trinity College (Dublin)

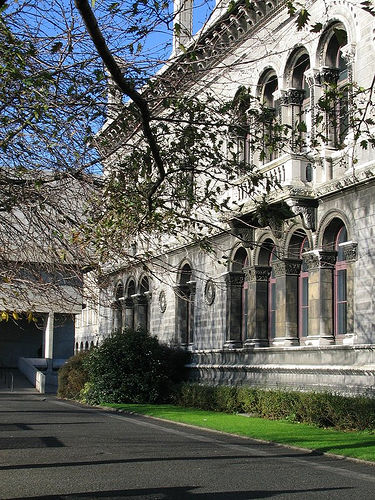
Campus do Trinity College, em Dublin

O Trinity College, Dublin (TCD) ("Colégio da Trindade, em Dublim", em irlandês: Coláiste na Tríonóide, Baile Átha Cliath; em latim: Collegium Sacrosanctae et Individuae Trinitatis Reginae Elizabethae juxta Dublin), conhecido corporativamente como The Provost, Fellows and Scholars of the College of the Holy and Undivided Trinity of Queen Elizabeth near Dublin, é uma universidade em Dublin, fundada em 1592 pela rainha Isabel I da Inglaterra, no local onde se situava um antigo mosteiro agostiniano. É a única faculdade constituinte da Universidade de Dublin, a mais antiga da Irlanda, com quem forma a instituição educacional de maior prestígio no país.
O Trinity College está localizado em College Green, uma praça da capital irlandesa, no lado oposto à antiga sede do parlamento (Houses of Parliament). O campus ocupa 190 000 metros quadrados e atrai muitos turistas pelos seus interessantes edifícios, tanto os antigos quanto os modernos, situados em volta de espaços relvados amplos e de dois campos de desporto.
As maiores atracções são a Old Library, biblioteca com 200.000 volumes decorada com bustos de eruditos e a harpa mais antiga da irlanda e o Book of Kells, manuscrito riquíssimo.
Numerosas figuras irlandesas estudaram no Trinity College, entre as quais Edmund Burke e Samuel Beckett.